# Horst Steinmetz (Trainer)
Horst Steinmetz (* 1942 oder 1943; † 2021 in Hannover) war ein deutscher Trainer im deutschen Galoppsport.

## Leben
Steinmetz begann 1976 sein Trainerlaufbahn auf der Galopprennbahn Neue Bult. Weitere Stationen führten ihn über Düsseldorf und Neuss, wo er seine erfolgreichsten Jahre hatte, nach Iffezheim führte, wo er seine Laufbahn 2011 beendete. Steinmetz war über viele Jahre der Trainer des Stalles Nizza der Familie Imm.

## Erfolge
Steinmetz gewann als Trainer 748 Rennen.

### Höhepunkte (Auswahl)
- 2002 Deutsches St. Leger mit Liquido
- 2003 Deutsches St. Leger mit Royal Fantasy
- 2005 Deutsches Derby mit Nicaron
- 2009 Oaks d’Italia mit Night of Magic